# Tudor Erzsébet angol királyi hercegnő
Tudor Erzsébet (1492. július 2. – 1495. szeptember 14.) angol hercegnő

## Élete
VII. Henrik angol király és Yorki Erzsébet királyné negyedik gyermekeként, egyben második lányaként született. Két fivére (Artúr és Henrik) és egy nővére (Margit) volt, ám később születtek még öccsei (Edmund és Eduárd) és húgai (Mária és Katalin) is. A kislányt még csecsemőként eljegyezték a későbbi francia királlyal, I. Ferenccel, ám a hercegnő mindössze hároméves korában, egy betegség következtében elhunyt, hat hónappal Mária nevű húga születése előtt. A Westminsteri apátságban temették el a szerencsétlen sorsú gyermeket.
Anyjának ezután még további két gyermekét is meg kellett gyászolnia. Legidősebb gyermeke, a trónörökös Artúr herceg mindössze 15 évet élt, míg Edmund nevű fia csupán egyéves korában halt meg. A királyné Artúr halála után ismét teherbe esett, hogy biztosítsa a trónutódlást, mivel három fiából kettőt már elveszített, s félt, hogyha egyetlen élő fia, Henrik is meghal, akkor az ország majd fiúörökös nélkül marad, ami polgárháborúba és trónviszályokba sodorta volna Angliát, ezért abban reménykedett, hogy fia fog születni, azonban egy kislányt hozott világra, Katalint, s az újszülött csupán 8 napig élt, édesanyja pedig gyermekágyi lázban vesztette életét, egy nappal Katalin után, a 37. születésnapján, 1503. február 11-én.